# Diplopota mica
Diplopota mica là một loài ruồi trong họ Tachinidae.